# Сан Винченцо Ла Коста
Сан Винчѐнцо Ла Ко̀ста (на италиански: San Vincenzo La Costa) е село и община в Южна Италия, провинция Козенца, регион Калабрия. Разположено е на 493 m надморска височина. Населението на общината е 2199 души (към 2012 г.).